# Ложечник, Ефросиния Акапсимовна
Ефросинья Акапсимовна Грицик (Ложечник) (1923, Ильский, Кубано-Черноморская область — 1988, Ильский, Краснодарский край) — звеньевая колхоза «Большевик» Северского района Краснодарского края. Герой Социалистического Труда.

## Биография
Родилась в 1923 году в станице Ильской Екатеринодарского отдела Кубано-Черноморской области (ныне Северского района Краснодарского края) в семье крестьянина. Русская.
Получив начальное образование, работала в местном колхозе «Большевик», позже возглавила полеводческое звено по выращиванию зерновых в бригаде Д. С. Грицика (дальний родственник).
По итогам работы в 1947 году звеном Е. А. Грицик получен урожай пшеницы 31,66 центнера с гектара на площади 12 гектаров.
Указом Президиума Верховного Совета СССР от 6 мая 1948 года за получение высоких урожаев пшеницы и кукурузы в 1947 году Грицик Ефросинье Акапсимовне присвоено звание Героя Социалистического Труда с вручением ордена Ленина и золотой медали «Серп и Молот».
Этим же указом высокого звания были удостоены ещё пятеро тружеников колхоза «Большевик», в том числе и председатель П. А. Негрецкий и её бригадир Д. С. Грицик.
В последующие годы звено Ефросиньи Ложечник (в замужестве) продолжало собирать высокие урожаи зерновых.
Проживала в станице Ильская (с 1947 года — посёлок городского типа) Северского района Краснодарского края. Скончалась в 1988 году.

## Награды
- Золотая медаль «Серп и Молот» (06.05.1948)
- Орден Ленина (06.05.1948)
- медали, в том числе:
  - «За трудовую доблесть»
  - «В ознаменование 100-летия со дня рождения Владимира Ильича Ленина» (6 апреля 1970)

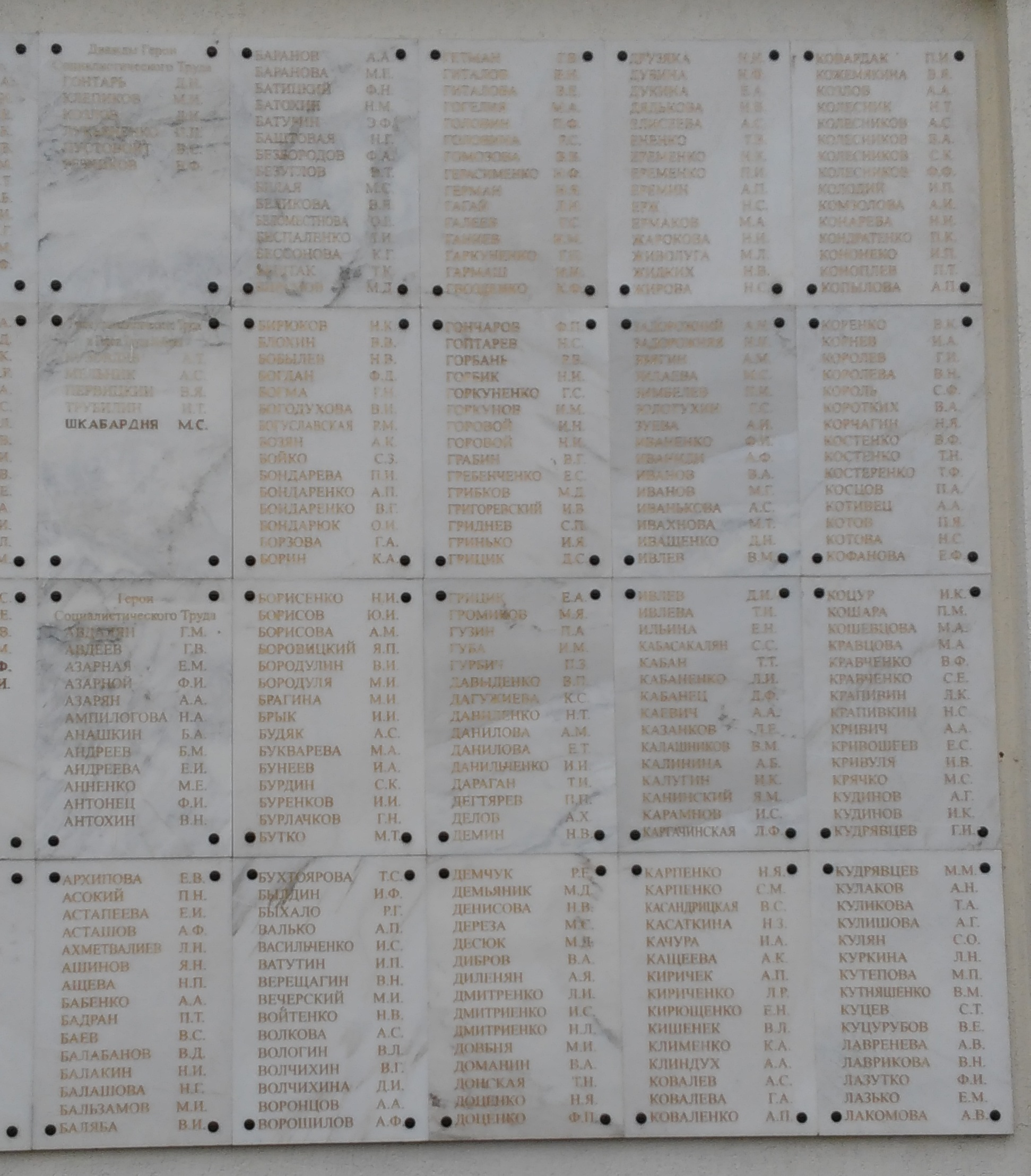
Мемориальная доска с именами Героев Социалистического Труда Кубани и Адыгеи

## Память
- В Краснодаре установлена мемориальная доска с именами Героев Социалистического Труда Кубани и Адыгеи